# Skævinge
Skævinge er en stationsby i Nordsjælland med 2.947 indbyggere  (2024), beliggende cirka midt mellem Hillerød og Frederikssund, samt Hillerød og Frederiksværk. Byen ligger i Hillerød Kommune og hører til Region Hovedstaden.
Nærmeste byer er Strø mod syd (ca. 1,7 km.), Borup mod øst (ca. 2,0 km.), Harløse mod øst (ca. 3,8 km.), Sigerslevøster mod syd (ca. 4,1 km.), Strølille mod sydvest (ca. 4,3 km.), Meløse mod nord (ca. 4,5 km.), Store Lyngby mod nordvest (ca. 4,5 km.) og Gørløse mod sydøst (ca. 5,0 km.).
Skævinge Station er en del af jernbanestrækningen Hillerød-Frederiksværk-Hundested drevet af Lokaltog. Der er busforbindelse til Hillerød og Frederikssund samt en telebus der kører i nærområdet.
Skævinge Station har været location for flere gamle danske film som f.eks. Soldaterkammerater på sjov og Bussen 

## Detailhandel
Der er adskillige butikker i Skævinge. Af dagligvarebutikker er der en SuperBrugsen, en Netto og en slagter.
Der er desuden tøjbutikker, frisører, to pizzeriaer og adskillige gårdbutikker.

## Erhverv
Skævinge er hjemsted for indtil flere større virksomheder, den største er osteimportør og distributør Lactalis (tidligere kendt som Delimo med en omsætning på 614 millioner kroner (2019). Af andre større virksomheder kan nævnes Nordsjællands metalstøberi A/S, en maskinfabrik, plaststøberiet Europlast A/S, og lidt uden for bygrænsen det økologiske mejeri Øllingegaard  Desuden er der mange mindre virksomheder og selvstændige håndværkere i Skævinge.

## Fritid
Idrætsforeningen Skjold Skævinge'^Forkortet "ISS"  står for at organisere idrætten i Skævinge, der blandt andet inkluderer fodbold, badminton, håndbold og skydning. Til indendørs idræt bruges idrætshallen Skævinge Hallen. 
Af andre foreninger i byen kan blandt andet nævnes Skævinge Kunstforening, Lokalhistorisk Forening Skævinge og Foreningen Tv-Skævinge, der producerer lokal-tv.
Skævinge Bibliotek  blev efter kommunesammenlægningen en filial af Hillerød Bibliotekerne, men har indtil videre beholdt sin placering midt i byen, lige imellem de to supermarkeder.
Der er desuden en bodega, Bodega Striben og festlokaler. Skævinge Kro  ligger ved stationen.

## Skævinge Skov
I 1999 blev det besluttet at beplante et ca. 400 hektar stort område nord for Skævinge med skov. Det er planen, foruden at skabe et stort rekreativt område, at det skal sikre rent drikkevand i området. Skoven blev åbnet for offentligheden i 2005, og der er planer om at plante yderligere skov helt til udkanten af Meløse.

## Plejecentret Bauneparken
Plejecentret Bauneparken åbnede i 2006 for nye lokaler, efter at have gennemgået en stor udbygning og modernisering. Centret består nu af 42 lejligheder for ældre, og har desuden fået bygget faciliteter til udøvelse af fysioterapi, som også er åbent for ældre der ikke bor på centret. Produktionskøkkenet på stedet leverer også mad til skolerne og hjemmeboende ældre i området.

## Udvidelse
De sidste ti år har Skævinge oplevet en kraftig vækst inden for byggeriet. I bymidten opførtes foruden en netto-butik, også mange nye boliger i form af rækkehuse og lejligheder.
Området omkring Bombakken blev udlagt til boliger, 108 husstande i alt, 41 parcelhuse og 67 rækkehusstande.
Desuden blev der i den østlige del af Skævinge udstykket til boliger, 14 parcelhuse og 46 rækkehuse, kaldet Sommers Have. Her blev også opført en ny børnehave, Sommerengen, som er den nyeste af en lang række af daginstitutioner for børn i Skævinge.

## Skævinges historie
Som stednavnet antyder, stammer -inge endelsen tilbage fra Jernalderen. Det nævnes første gang på skrift i 1200-tallet i formen Skeping.
Peder Hansen Resens Atlas Danicus fra 1688, beskriver Danmark på grundlag af indberetninger fra præster rundt omkring i landet. Under afsnittet om Skævinge står der bl.a.: "I den sydlige del af landsbyen Skævinge rejser der sig en høj kaldet Thuledÿs (Thuledysse); indbyggerne påstår, at der i gamle dage har vist sig satyrlignende væsner dér." . Det ville være nærliggende at tro at Thuledyssen drejede sig om Bombakken (oprindeligt Baunebakken), en markant, sandsynligvis naturlig, høj på størrelse med den største af Jellinge højene, men denne ligger nordøst for byen. Det drejer sig i stedet om en nu helt bebygget høj, der befinder sig hvor nuværende Strøvej 6-8 findes. På Videnskabernes Selskabskort fra 1700-tallet benævnes den "Thonedyssen", og i præsteindberetningerne til Oldsagskommissionen af 1807 benævnes den "Tornedyss"  Samme indberetninger fortæller også om en stor mængde andre, nu forsvundne høje, hvor af mange rapporteredes stadig at have bevaret de oprindelige stensætninger. 

### Arkæologien
Arkæologiske udgravninger foretaget i forbindelse med de mange byggeprojekter som byen har oplevet i løbet af over et ti-år har afsløret en rig mængde af arkæologiske fund der viser at området har været beboet af mennesker helt tilbage til overgangen mellem Jægerstenalder og Bondestenalder (tidligneolitikum ca 3400 f.Kr.).
Ved Lille Lindebjerggaard nordøst for Skævinge (en del af det område hvor den nyere Skævinge Skov er plantet) blev der i forbindelse med beplantningen fundet spor af kogegruber og flintafslag, sandsynligvis fra overgangsperioden mellem Jægerstenalderen og Bondestenalderen. Ved yderligere undersøgelser fandtes også spor efter en boplads fra yngre Bronzealder og Før-romersk jernalder .
Ved Gadegaard i den nordvestlige del af Skævinge blev der i 1997 udgravet i forbindelse med udstykning, og her fandtes også rige fund fra Yngre Stenalder, bl.a. en køkkenmødding med rester af muslinger og fisk. Dog kun få rester af en egentlig beboelse. 
Ved Bjørnehøj ca 1 km nord for byen er i området fundet 7 genstande fra bronzealderen, som af uransagelige årsager var havnet i oldsagssamleren Christian Mikkelsen fra Odenses samling af oldsager, som blev skænket til Fyns Stiftsmuseum i 1909. Disse stammer sandsynligvis fra en begravelse i selve Bjørnehøj, som siden er forsvundet (den blev dog genopdaget i 1970) .
Et udateret fund af et skibsanker fra enten Vikingetiden eller tidlig Middelalder, fundet i engen ved Skævinge Møllegård, viser tyder på at Havelse Å, der løber sydvest for byen, har været farbar for skibe helt op til middelalderen .
I 2006 fandtes ved en udgravning af jorden omkring Gersegaard nogle hundrede meter sydøst for bymidten rester af gårde der kunne dateres fra Middelalderen og op til 1600-tallet. Middelaldergården havde en grundmuret kælder og desuden fandtes en meget velbevaret smelteovn som har været brugt til at støbe kirkeklokker. 

### Kultcentrum i oldtiden
En mængde af fund afslører desuden at Skævinge har været et stort kult-centrum i oldtiden.
I 1986 skulle anlægges en ny boldbane nær Brunebakke i den nordøstlige udkant af Skævinge. Her fandtes ved udgravning fem system-grave fra et Sarupanlæg, som er betegnelsen for et stort palisade-anlæg fra yngre stenalder, opkaldt efter en by på Fyn hvor sådanne anlæg fandtes for første gang.  Et Sarup anlæg er sandsynligvis et kult-sted fra stenalderen.
Omkring Bombakken, en bakke beliggende i det nordvestlige Skævinge, blev ved udgravninger foretaget 2004-2005 fundet 380 ildgruber. Der blev desuden fundet gravsteder i området fra ældre germansk jernalder . Ildgruberne blev af arkæologerne først antaget at være fra yngre bronzealder, men efter en kulstof 14-datering af kullet i disse blev det fastslået at de stammede fra ældre romersk jernalder, dvs. i perioden fra år 0-160 e.Kr. Der er desuden blevet bevilget midler til at foretage en magnometer undersøgelse af selve bakken i løbet af 2009, der muligvis kan afsløre om der har eksisteret bygninger på den eller om den har fungeret som gravhøj. 
I forbindelse med endnu en udstykning i den østlige kant af Skævinge, en lokalitet døbt Hareholm af arkæologerne, udgravedes et område der havde været mose i Stenalderen og Bronzealderen. En boplads fra Bondestenalderen blev fundet, men det viste sig at området også havde været brugt som offermose i Bronzealderen, og mange dyreknogler og et par menneskeknogler blev udgravet i mosen. Blandt fundene var også en såkaldt vultsring af bronze. Desuden fandtes ved samme udgravning en landsby fra Romersk Jernalder i udkanten af denne lokalitet. 

### Skævinge Kirke og rytterskolen
Skævinge Kirke er af romansk type fra omkring 1100-tallet bygget af granit og kalksten. Tårnet er fra renæssancen.
I 1889 blev fremdraget resterne af kirkens kalkmalerier, heriblandt en for kalkmalerier enestående afbildning af Holger Danske.
Overfor kirken ligger rytterskolen, som blev opført i 1720'erne. Der har tidligere været en mindeplade som blev opsat på alle rytterskoler, men den er blevet fjernet; I dag er den en privatbolig.
Efter at byen blev en stationsby i 1897 øgedes befolkningsantallet i byen drastisk i forhold til de omkringliggende sogne. Skævinge Kro blev grundlagt i 1898 og Skævinge Brugsforening oprettedes i 1911.

## Kommunale forhold
Indtil kommunalreformen i 2007 var Skævinge hovedsæde for Skævinge Kommune i Frederiksborg Amt.